# Pinarejo (kommun)
Pinarejo är en kommun i Spanien.   Den ligger i provinsen Provincia de Cuenca och regionen Kastilien-La Mancha, i den centrala delen av landet, 140 km sydost om huvudstaden Madrid. Antalet invånare är 287.